# Alfred Goullet
Alfred "Alf" Goullet (Gippsland, Victòria, 5 d'abril de 1891 - Toms River, 11 de març de 1995) va ser un ciclista australià que es va especialitzar en el ciclisme en pista.
El 1909 es va instal·lar als Estats Units d'Amèrica, juntament amb Paddy Hehir, i el 1916 es va nacionalitzar estatunidenc. Va participar en nombroses curses de sis dies i en va guanyar quinze. Durant la seva carrera esportiva va guanyar més de 400 curses i va establir diferents records del món. Es va retirar el 1924.
Fou inclòs al Madison Square Garden Hall of Fame el 1968 i el 1986 va volar a Melbourne, el seu primer viatge a Austràlia en 75 anys, per ser inclòs al Sport Australia Hall of Fame. El 1988 fou inclòs al US Bicycling Hall of Fame.
Va morir en una llar d'avis amb 103 anys a Toms River, el 1995. El 2016, a títol pòstum, fou inclòs al Cycling Australia Hall of Fame.

## Palmarès
- 1909
  -  Campió d'Austràlia de Velocitat
- 1912
  - 1r als Sis dies de Sydney (amb Paddy Hehir)
  - 1r als Sis dies de Melbourne (amb Paddy Hehir)
- 1913
  -  Campió d'Austràlia de Velocitat
  - 1r als Sis dies de Nova York (amb Joe Fogler)
  - 1r als Sis dies de París (amb Joe Fogler)
- 1914
  - 1r als Sis dies de Nova York (amb Alfred Grenda)
  - 1r als Sis dies de Boston (amb Alfred Hill)
  - 1r als Sis dies de Newark (amb Alfred Hill)
- 1916
  - 1r als Sis dies de Boston (amb Alfred Grenda)
- 1917
  - 1r als Sis dies de Nova York (amb Jake Magin)
- 1919
  - 1r als Sis dies de Nova York (amb Eddy Madden)
- 1920
  - 1r als Sis dies de Nova York (amb Jake Magin)
- 1921
  - 1r als Sis dies de Nova York (amb Maurice Brocco)
- 1922
  - 1r als Sis dies de Nova York (amb Gaetano Belloni)
  - 1r als Sis dies de Chicago (amb Ernest Kockler)
- 1923
  - 1r als Sis dies de Nova York (amb Alfred Grenda)